# 南京東路駅 (上海市)
南京東路駅（なんきんとうろ-えき、中文表記: 南京东路站、英文表記: East Nanjing Road Station）は、中華人民共和国上海市黄浦区にある上海軌道交通（地下鉄）の駅。

## 概要
2号線と10号線が乗り入れる駅。2号線開業時は南北の通りの名称である「河南中路駅」（河南中路站）であったが、上海軌道交通10号線が河南中路の下を通るため、2006年10月に東西の通りの名称である「南京東路駅」に変更された。2010年4月10日に10号線が開通し、接続駅となった。

## 歴史
- 1999年9月20日：2号線・中山公園-竜陽路間開通と共に河南中路駅として開業[1][2]。
- 2006年10月：南京東路駅に改称[3]。
- 2010年4月10日：10号線が開業し当駅に接続。

## 駅構造
地下駅。2号線の駅施設・10号線の駅施設・両線の連絡通路を真上から見ると左右反転したL字の形をしている。
2号線は南京路歩行者天国の地下に位置し、地下1階が改札階・地下2階がホーム階である。ホームは島式1面2線を有する。
10号線は河南中路の地下に位置し、地下2階が改札階・地下3階がホーム階である。ホームは島式1面2線を有する。

### のりば

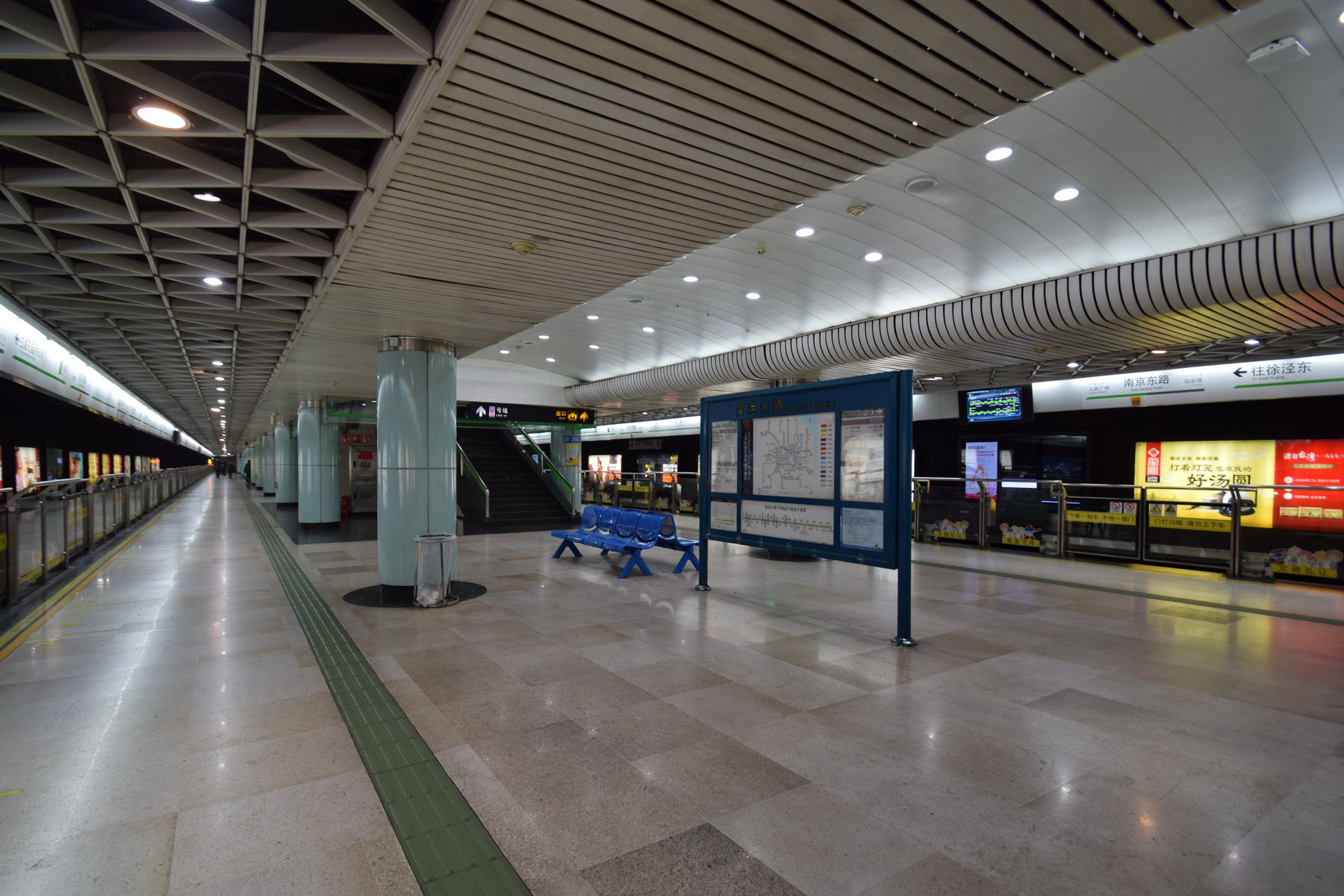
2号線ホーム
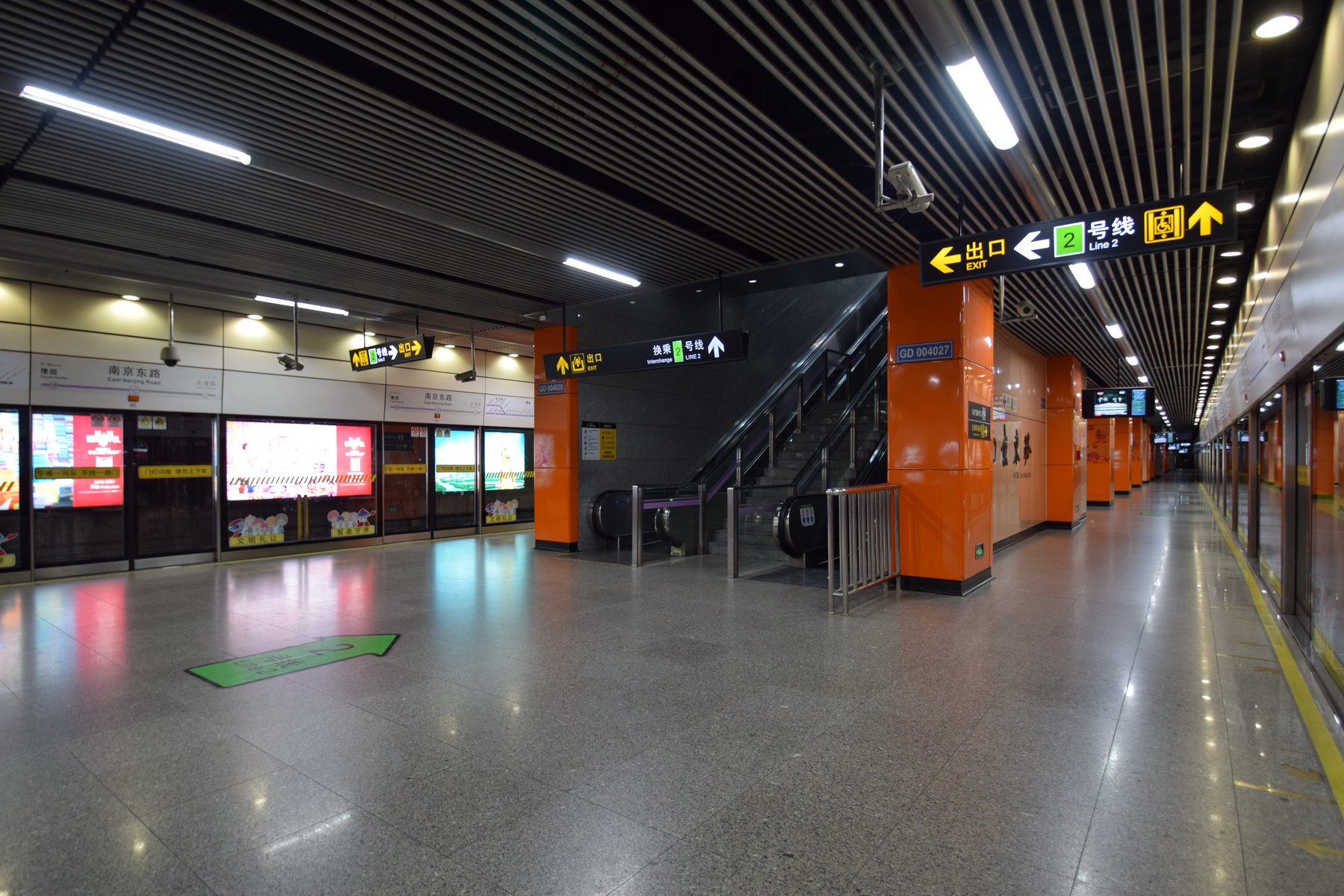
10号線ホーム

| 番線                    | 路線     | 行先                   |
| ----------------------- | -------- | ---------------------- |
| 2号線ホーム（地下2階）  |          |                        |
| 1                       | ■ 2号線  | 国家会展中心方面       |
| 2                       | ■ 2号線  | 浦東1号2号航站楼方面   |
| 10号線ホーム（地下3階） |          |                        |
| 3                       | ■ 10号線 | 虹橋火車站・航中路方面 |
| 4                       | ■ 10号線 | 基隆路方面             |

- 2号線ホーム
- 10号線ホーム

## 利用状況
外灘への最寄り駅であり、上海を訪れる観光客を中心に、乗降客数は毎年高い水準を誇る。外灘で主要なイベント（建国記念日など）が開催される時には臨時に駅の閉鎖・全列車通過措置が取られる。2010年現在、当駅の1日あたりの平均旅客数は10万人を超えている。

## 駅周辺
- 南京路歩行街
- 上海新世界大丸百貨店
- Apple南京東路
- Samsung Store
- HUAWEI Store
- 宏伊国際広場（ショッピングモール）
- 外灘
- 旧中国銀行上海ビル
- 黄浦公園
- 上海外灘観光隧道（中国語版）
- 陳毅広場（中国語版）
- 江海関
- 外灘中心（中国語版）
- 外白渡橋
- 延安東路外灘駅（中国語版）（上海公交71路（中国語版））

## 隣の駅
上海軌道交通
■ 2号線
人民広場駅 - 南京東路駅 - 陸家嘴駅
■ 10号線
豫園駅 (L10/15) - 南京東路駅 (L10/16) - 天潼路駅 (L10/17)